# Пую, Гогу
Гогу Пую (рум. Gogu Puiu; 23 января 1918, Граматикова, Пела, Королевство Греция — 19 июля 1948, Кобадин, Констанца, Румынская Народная Республика) — румынский националист, активист легионерского движения, антикоммунистический повстанец. Комиссар полиции в Национал-легионерском государстве. При конфликте легионеров с кондукэтором Антонеску эмигрировал из Румынии. После установления коммунистического режима командовал партизанским отрядом в Добрудже. Погиб в бою с Секуритате. После Румынской революции 1989 считается борцом против тоталитарного режима.

## Легионер
Родился в деревенской семье аромунского православного священника. Националистическая политика грецизации вынудила семейство Пую в 1926 переселиться из Греции в румынскую Южную Добруджу, а в 1940, после перехода региона к Болгарии — в румынскую Северную Добруджу.
С юности Гогу Пую был убеждённым румынским националистом, антикоммунистом и антилибералом. Состоял в Железной гвардии — легионерском движении. Отличался фанатичной верностью легионерским идеям и лидерам, бесстрашием и яростью. Знавшие Пую люди характеризовали его как «вечного бунтовщика».
С 1939 Гогу Пую служил в румынской армии и в гвардии Иона Антонеску. Имел звание капрала. При Национал-легионерском государстве — комиссар полиции Констанцы. Поддержал легионерский мятеж в январе 1941. После подавления скрывался в подполье. В 1942 был разыскан и направлен на Восточный фронт. Бежал в Болгарию, оттуда в Австрию, чтобы примкнуть к легионерской эмиграции. В Вене присоединился к группе Константина Папаначе — бывшего советника Корнелиу Кодряну.
Легионерское движение разделилось на две основные группы — Хориа Симы (преимущественная ориентация на нацистскую Германию) и Константина Папаначе (преимущественная ориентация на фашистскую Италию). Гогу Пую являлся видным сторонником Папаначе. Конфликты, сопряжённые с рукоприкладством, привлекли к нему полицейское внимание. Пую был арестован гестапо, полгода провёл в тюрьме. Освободившись, вслед за Папаначе перебрался в Рим.
После переворота в Румынии 1944, ввода советских войск и оккупации, фактического прихода к власти Румынской компартии Гогу Пую решил вернуться для антикоммунистической борьбы. Папаначе безуспешно пытался его отговорить от опасного решения. На Пую обратили внимание американские и французские спецслужбы, формировавшие спецгруппы для заброски в Румынию.

## Партизан

### Гайдуки Добруджи
В 1947 Гогу Пую прибыл в Орадю по подложному албанскому паспорту на имя Осман Али Ахмет. Явился в горком РКП и потребовал встречи с Василе Лукой — один из четверых высших руководителей, наряду с Георге Георгиу-Дежем, Анной Паукер, Теохари Джорджеску — для которого якобы имел важное сообщение. Его, однако, доставили к Анне Паукер, которая поняла ситуацию и приказала арестовать Пую. Он был осуждён на год заключения за незаконное пересечение границы и заключён в тюрьму Вэкэрешти. Через год Пую бежал и добрался до румынской Добруджи, где уже возникали антикоммунистические подпольные группы.
Гогу Пую был сторонником активной наступательной тактики. Его убеждали, что соотношение сил не способствует таким действиям. Правительственные силы и советские оккупационные войска многократно превосходили повстанцев, причём в Добрудже это ощущалось особенно. Природные условия Добруджи также не способствуют партизанскому движению (в отличие от горно-лесистых местностей Фэгэраша, Баната, Буковины). Ландшафт дельты Дуная, невысокие холмы и плато удобны для контроля со стороны государственных силовых структур. Однако Пую сумел настоять на своём. Весной 1948 в деревне Чамурлия-де-Сус было проведено совещание представителей двадцати пяти территориальных подпольных ячеек из добруджанских жудецев Констанца и Тулча. Решено было создать объединённое формирование, командирами избраны Гогу Пую и Янку Федуля.

Одевался Гогу Пую только по-военному. Вооружён был двумя револьверами. Никогда не расставался с гранатой.

Формирование получило название Haiducii Dobrogei — Гайдуки Добруджи. Социальный состав был преимущественно крестьянским. Значительную часть бойцов составляли аромуны, выходцы из географической области Македония, в частности, из Греции. Идеологически отряд имел праворадикальный, легионерский уклон. Ближайшими помощниками Гогу Пую являлись крестьяне братья Федуля (Янку, Николае, Думитриу), Георге Филиу, Янку Бека, Николае Хашоти, Стере Хапа, Николае Чолаку. Пую отличался харизмой, энергией, яростным упорством (среди личностных характеристик звучало: «Жилистый, свирепый, сообразительный»). Он подчёркивал уверенность в американской поддержке и грядущей победе.
Развернуть масштабное партизанское движение в Добрудже не удавалось. Но Пую и его бойцы интенсивно формировали подпольные ячейки, устанавливали оперативные связи, вели антикоммунистическую агитацию, добывали и складировали оружие. Вооружённые ячейки были созданы в тридцати населённых пунктах. Совершались спорадические нападения на функционеров РКП и агентов Секуритате, происхлдили перестрелки, захваты оружия в воинских частях. В результате одной из операций партизаны освободили девять заключённых из тюрьмы Бабадага. Стратегия заключалась в создании силового потенциала для будущего выступления, скоординированного со всерумынским восстанием при американской помощи.

### Последний бой
Против отряда Гогу Пую были брошены крупные силы Секуритате. Командовал ими капитан Николае Дойкару, в прошлом активный легионер, в будущем начальник внешней разведки и заместитель министра внутренних дел СРР. Дойкару отличался не только большой жестокостью, но и оперативной эффективностью. Карательные подразделения цепко преследовали повстанцев. Однако внедрить информатора в окружение Пую не удалось: он быстро распознал осведомителя и под угрозой смерти заставил его уйти.
Гогу Пую женился на девушке-аромунке Олимпии, единомышленнице и соратнице. Его мировоззрение исключало гражданский брак. За венчанием он обратился к священнику Думитру Михайлеску в деревню Кобадин (ныне район Констанцы). Священник находился под наблюдением Секуритате. Были быстро вычислены и арестованы приглашённые на свадьбу родственники Пую. Тепенрь агенты плотно взяли его след.
В ночь на 19 июля 1948 Секуритате окружила в Кобадине дом Георге Филиу, где находился Гогу Пую (хозяина на месте не было, он по договорённости с Пую во главе части отряда отступил к югу). Пую принял бой в одиночку. Свидетельства несколько расходятся — по одним утверждениям, он застрелил нескольких секуристов, по другим только ранил их. Последние его слова были обращены к находившейся рядом беременной Олимпии: сына назвать Христу, дочь назвать Зоя. После этого он выпрыгнул из окна во двор, был ранен в бедро и подорвал себя гранатой, чтобы не попасть в плен.
Шестнадцать бойцов отряда Пую — в том числе Янку Бека, Стере Хапа, Николае Хашоти — были расстреляны Секуритате. Однако ещё несколько лет «Гайдуки Добруджи» продолжали действовать под руководством Николае Чолаку и Георге Филиу. Вооружённое сопротивление в румынской Добрудже продлилось до 1960.
Дочь Гогу и Олимпии Пую родилась после смерти отца и получила имя Зоя. Она появилась на свет в тюрьме, где Олимпия провела пять лет и умерла через два года после освобождения.

## Память
После антикоммунистической Румынской революции 1989 Гогу Пую признан борцом против тоталитарной диктатуры — хотя и «противоречивой», «загадочной» личностью. Для восстановления памяти о своём отце много сделала Зоя Рэдуклеску. Различные сведения о нём предоставили выжившие соратники, особенно Николае Чолаку, ставший монахом Брынковянского монастыря. В Констанце действует Ассоциация Гогу Пую и Гайдуков Добруджи, сотрудничающая с Фондом Иона Гаврилэ Огорану. В то же время бывший генерал Секуритате Николае Дойкару стал консультантом по безопасности революционного вице-премьера Джелу Войкана Войкулеску.
Крайне правые политические активисты, особенно аромунского происхождения, считают Гогу Пую национальным героем, проводят акции памяти. В Кобадине установлен мемориал. О жизни Гогу Пую снят исторический фильм.